# مطبخ الجحيم (مانهاتن)
مطبخ الجحيم (بالإنجليزية: Hell's Kitchen)‏ المعروف أيضًا باسم كلينتون، هو حي على الجانب الغربي من ميدتاون مانهاتن في مدينة نيويورك، الولايات المتحدة. يحدها شارع 34 (أو شارع 41) من الجنوب ، وشارع 59 من الشمال ، والجادة الثامنة من الشرق ، ونهر هدسون من الغرب.